# 아무도 머물지 않았다
《아무도 머물지 않았다》(Le Passé)는 2013년 공개된 프랑스의 영화이다.

## 줄거리
이란 남성 아흐마드는 이혼 절차를 마무리하기 위해 4년 만에 프랑스로 돌아온다. 아내 마리의 집으로 향하는 길에 그녀가 세탁소 사장 사미르와 새로운 관계를 시작했다는 것을 알게 되고, 그는 사미르의 아들 푸아드와 함께 방을 쓰게 된다. 마리의 요청으로 아흐마드는 전 남편과의 사이에서 낳은 딸 루시의 최근 문제 행동에 대해 이야기를 나눈다. 루시는 마리의 새로운 관계를 못마땅해한다.
아흐마드와 마리는 이혼을 완료하기 위해 법원에 간다. 법원 회의 직전, 마리는 아흐마드에게 사미르의 아이를 임신했다고 말한다. 아흐마드는 루시를 계속 설득하며 상황을 받아들이도록 노력한다. 루시는 사미르가 아직 결혼한 상태이며 그의 아내가 사미르와 마리의 불륜 사실을 알고 자살 시도 후 혼수상태에 빠졌다고 밝힌다. 사미르는 아흐마드에게 아내가 우울증을 앓고 있었고, 자살 시도는 세탁소에서 고객과 있었던 사건 때문이라고 말한다. 그는 그의 아내가 불륜을 몰랐다며, 자살 시도와 세탁소 사건을 모두 목격한 직원 나이마를 루시와 만나게 한다.
나이마의 이야기를 들은 루시는 괴로워하며, 사미르의 아내에게 자살 시도 전날 마리와 사미르의 이메일 내용을 전달했다고 고백한다. 루시는 사라지고, 아흐마드와 사미르는 그녀를 찾아 나선다. 아흐마드는 친구 집에 머물고 있는 루시를 발견하고 마리에게 사실을 말하도록 설득한다. 루시는 마리에게 진실을 말하고, 마리는 분노하며 루시에게 떠나라고 하지만, 아흐마드가 상황을 진정시키고 마리는 다시 루시를 데려온다.
아흐마드는 마리에 대한 자신의 감정을 되묻고, 마리는 사미르에게 루시가 한 일을 말한다. 사미르는 이 사실을 받아들이기 어려워하며 나이마에게 아내의 자살 시도에 대한 진실을 묻는다. 나이마는 루시가 전화했다는 날 아내는 세탁소에 없었다고 답한다. 마리가 루시에게 거짓말을 한다고 비난하자 루시는 전화 통화에서 억양을 가진 여성이었다고 주장한다. 사미르는 루시가 실제로 나이마와 통화했으며, 나이마가 아내의 이메일 주소를 알려줬다는 것을 깨닫는다. 사미르는 나이마를 추궁하고, 나이마는 사미르의 아내가 자신을 질투하여 해고하거나 프랑스에서 추방하려 했으며, 고객과의 갈등을 일으켰다고 고백한다. 하지만 나이마는 아내가 이메일을 읽지 않았을 것이라고 생각한다. 왜냐하면 아내는 사미르나 마리 앞에서가 아니라 나이마 앞에서 표백제를 마셨기 때문이다.
사미르와 마리는 사건과 관계에 대해 이야기를 나눈다. 사미르는 미래에 집중해야 한다고 결정하지만, 마리는 갈등하는 듯 보인다. 아흐마드는 이란으로 돌아갈 준비를 한다. 그는 아이들에게 작별 인사를 하고 마리에게 결혼 생활의 끝에 대해 이야기하려고 하지만, 마리는 지금은 그런 것을 알고 싶지 않다고 말한다. 한편 사미르는 의사들이 반응을 이끌어낼 수 있다고 추천한 향수를 가지고 병원에 있는 아내를 방문한다. 그는 목에 자신의 향수를 뿌리고 혼수상태에 있는 아내에게 몸을 기울여 향을 맡을 수 있으면 손을 꽉 쥐어보라고 속삭인다. 눈물이 그녀의 뺨을 타고 흐르지만, 그녀는 여전히 혼수상태에 있고, 그는 그녀의 손을 본다. 그녀가 반응한 것인지 아닌지는 마지막 장면에서 불분명하게 남는다.

## 출연

### 주연
- 베레니스 베조
- 타하르 라힘
- 알리 모사파

### 조연
- 폴린 버렛
- 옐예스 아귀스
- 쟌느 제스탱
- 사브리나 와자니
- 바바크 카리미
- 발레리아 카발리
- 장-미셸 시모네

## 기타
- 각색: 마수메 라히지
- 사운드: 데이나 파자네푸어
- 미술: 클로드 르누아르
- 의상: 쟝-다니엘 뷔예르모